# Campoalegre
Campoalegre là một khu tự quản thuộc tỉnh Huila, Colombia. Thủ phủ của khu tự quản Campoalegre đóng tại Campoalegre Khu tự quản Campoalegre có diện tích 486 ki lô mét vuông. Đến thời điểm ngày 28 tháng 5 năm 2005, khu tự quản Campoalegre có dân số 26195 người.